# اليوم العالمي للغة الصينية
اليوم العالميّ للُّغة الصِّينية (الصينية: 联合国中文日) (بالإنجليزية: UN Chinese Language Day) هو يوم عالميّ يتمّ بهذه المناسبة الاحتفاء باللُّغة الصِّينية في 20 أبريل/نيسان من كُلّ عام.

## معلُومات أساسية
في إطار جُهُود الأمم المُتحدة لتعدّد اللُغات والثقافات، ولرفع مُستوى الوعي التّاريخيّ والثّقَافِيّ وإنجازات كُلّ لُّغة من اللُغات. وبناءً على مُبادرة اليُونيسكُو، المنظّمة العالميّة للتّربِية والثّقافة والعُلُوم، أعلن في 19 شباط/فبراير 2010 الاحتفال بكُلّ لُّغة من اللُغات الرّسميّة للأمم المُتحدة، وتقرّر تكريم اللُّغة الصِّينية أكبر لُغات العالم في 22 أبريل / نيسان تخليدًا لذِّكرى سانغ جيه مُؤسِّس الأبجدِيّة الصِّينية.

## انظُر أيضاً
- سانغ جيه[الإنجليزية]
- لُّغة صِّينية
- اليوم العالمي للغة الأم
- اللغة الصينية القياسية
- اليوم العالمي للغة الأم
- لغات رسمية في الأمم المتحدة

## وصلات خارجية
- اليوم العالميّ للُّغة الصِّينية (موقع الأمم المتحدة على الإنترنت باللُّغة الصِّينية).